# Осипов, Пётр Осипович (архитектор)
Пётр Осипович Осипов (1830-е — около 1903) — русский архитектор.
Аттестован в Академии Художеств в 1856.

## Проекты
- Большой проспект Петроградской стороны, д. № 52-54 — Гатчинская улица, д.№ 2, угловая часть — доходный дом. 1875—1876. (Перестроен).
- Можайская улица, д. № 35 — доходный дом. Перестройка. 1879.
- Певческий переулок, д. № 7 / Большая Посадская улица, д. № 18, левая часть — доходный дом. 1879—1881.
- Мытнинская набережная, д. № 13 — особняк О. Ф. Соколовой. 1880.
- Большой Сампсониевский проспект, д. № 29 — доходный дом. 1880.
- 8-я Красноармейская улица, д. № 4 / Якобштадтский переулок, д. № 5 — доходный дом. 1880. Включен существовавший дом.
- 1-я Красноармейская улица, д. № 20 — доходный дом. Перестройка. 1881.
- Съезжинская улица, д. № 34 — доходный дом. 1881—1882.
- Большой проспект Петроградской стороны, д.№ 33 — доходный дом. 1882—1883. (Перестроен).
- Улица Куйбышева, д. № 38-40, флигель — доходный дом. Расширение. 1884.
- Подольская улица, д. № 15 — доходный дом. 1884. (Расширен).
- Саблинская улица, д. № 13-15 / Вытегорский переулок, д. № 1-3, угловая часть — доходный дом. 1885. (Включен в существующее здание).
- Воронежская улица, д. № 49 / Курская улица, д. № 12 — жилой дом. 1887.
- Кронверкский проспект, д. № 55 / Введенская улица, д. № 24 — жилой дом. 1889. (Надстроен).